# Т-38 (трактор)
Т-38 — универсальный пропашной гусеничный трактор выпускавшегося Липецким тракторным заводом с 1958 по 1973 год (с учётом модификации Т-38М).
Трактор предназначен для предпосевной обработки почвы, посева, междурядной обработки и уборки сахарной свеклы, а также для междурядной обработки других пропашных культур и выполнения сельскохозяйственных работ общего назначения.
Трактор Т-38 выпускался с 1958 по 1961 год, всего было выпущено 26 300 тракторов.
Трактор имел ряд недостатков: низкая мощность дизеля — 40 л. с..
С 1961 по 1973 год производились тракторы Т-38М, всего их было выпущено 103 800 штук. На этих тракторах мощность двигателя была увеличена до 50 л. с.
Трактор Т-38 использовался как транспортное средство на дрейфующей станции Северный полюс-13.
Трактор Т-38 установлен на постаментах:
- Рядом с Липецким тракторным заводом (г. Липецк, Россия), 52°32′56″ с. ш. 39°34′09″ в. д.HGЯO;
- В пгт. Шишаки Шишацкого района Полтавской области (Украина);
- В г. Жашков Жашковского района Черкасской области (Украина), 49°13′39″ с. ш. 30°06′37″ в. д.HGЯO;
- В пос. Касиновский Курского района Курской области (Россия), 51°48′08″ с. ш. 36°08′16″ в. д.HGЯO.